# Přirozená teologie
Přirozená teologie je nauka, která je součástí metafyziky a zabývá se rozumovou stránkou existence Boha, zejména pak rozumovými důkazy Boží existence, které formulovali Anselm z Canterbury a Tomáš Akvinský. Důkaz Anselmův je nazýván též ontologickým nebo přímým a ve stručnosti tvrdí, že pokud je Bůh součástí našich myšlenek, pak je. Tomáš Akvinský ve své Sumě teologické formuloval 5 důkazů boží existence.
1. Z pohybu a změny: cokoli se pohybuje, pohybuje se proto, že jím něco pohybuje. Proto musí být něco (někdo), co je příčinou pohybu.
2. Původně Avicennův důkaz z první příčiny: všechno, co jest, musí mít nějakou příčinu, a protože řetězec příčin nemůže být nekonečný, musí existovat první příčina.
3. Z nahodilosti: věci mohou být i nebýt a někdy tudíž muselo nastat, že nebyla žádná z nich; proto musí existovat něco, co nutně jest – a tedy vždycky bylo.
4. Ze stupňů: kdykoli užíváme slov „více“ a „méně“, předpokládáme nějaké absolutní „nejvíce“ a „nejméně“.
5. Z účelnosti: věci v přírodě směřují k nějakým cílům, často k nejlepšímu, ačkoli samy nemají žádné poznání. Musí být tedy vedeny někým, kdo poznává.

Akvinského teze byly nejprve církví odmítány[zdroj?], prosadily se až díky tomistické filosofické škole.